# Оклопна кола модел 34
Оклопна кола модел 34 (пољ. Samochód pancerny wz. 34) пољско је оклопно возило из Другог светског рата.

## Историја
Оклопна кола била су главно оружје пољске армије почетком 20-тих година (Пољско-совјетски рат), али до краја деценије залихе оклопних возила биле су истрошене. Набављено је више стотина Ситроенових Б-10 камиона-гусеничара, и њих 90 је прерађено у борна кола, по плановима министарства војске. Резултат је било мало возило, јер је Б-10 био необично мали за камион-гусеничар, са двочланом посадом и куполом за кратки топ од 37mm или лаки митраљез. Ова борна кола (модел 28) коришћена су на маневрима 1928, који су показали кратак век гумених гусеница. Због тога је одлучено да се борна кола прераде у четвороточкаше, и прототип је успешно тестиран у марту 1933. Конверзија је извршена једноствном заменом задње осовине камиона-гусеничара (осовином камиона Пољски Фијат 614) и мотора (аутомобилским-Пољски Фијат 108). Тако су настала Оклопна кола модел 34.

## Карактеристике
Модел 34 био је кратак и необично узан, са возачем смештеним напред и командиром/нишанџијом иза њега. Мала купола носила је кратки топ (СА18) калибра 37 mm (трећина возила) или митраљез калибра 7,92 mm (две трећине возила). Мале димензије возила биле су предност, али иначе, било је то једно од најгорих оклопних возила коришћених у Другом светском рату. Двочлана посада била је преоптерећена, оклоп је био танак, наоружање слабо, 4x2 погон давао је слабу покретљивост ван пута, дрвени под није штитио ни од најмањих мина, а није било ни радио-уређаја.

### У борби
Борна кола била су подељена у 10 дивизиона од по 9 возила и распоређена по целој територији Пољске, од Познања до Кракова, Брест-Литовска и Лавова. Током прве недеље немачке инвазије Пољске (1939) већина је уништена у очајничкој борби, пошто кратки топ од 37 mm никада није био намењен за против-тенковску борбу. Ратни извештаји сведоче да је 55% возила уништено у борби, 35% напуштено због кварова, а 10% због недостатка горива. Заробљена возила (18 комада) предата су НДХ, где су коришћена током НОБ-а.